# Liste der Kulturgüter in Reute
Die Liste der Kulturgüter in Reute enthält alle Objekte in der Gemeinde Reute im Kanton Appenzell Ausserrhoden in der Schweiz, die gemäss der Haager Konvention zum Schutz von Kulturgut bei bewaffneten Konflikten, dem Bundesgesetz vom 20. Juni 2014 über den Schutz der Kulturgüter bei bewaffneten Konflikten sowie der Verordnung vom 29. Oktober 2014 über den Schutz der Kulturgüter bei bewaffneten Konflikten unter Schutz stehen.
Objekte der Kategorie A sind im Gemeindegebiet nicht ausgewiesen, Objekte der Kategorie B sind vollständig in der Liste enthalten, Objekte der Kategorie C fehlen zurzeit (Stand: 1. Januar 2023). Unter übrige Baudenkmäler sind zusätzliche Objekte zu finden, die gemäss Angaben des kantonalen Denkmalschutzes als kommunale Kulturobjekte eingestuft wurden und nicht bereits in der Liste der Kulturgüter enthalten sind.

## Kulturgüter
| Foto |                                                                      | Objekt                                      | Kat. | Typ | Standort                               | Beschreibung |
| ---- | -------------------------------------------------------------------- | ------------------------------------------- | ---- | --- | -------------------------------------- | --- |
| ja   | Datei hochladen · Wikidata zu Bauernhaus (Q29651068)                 | Bauernhaus KGS-Nr.: 00480                   | B    | G   | Rohnen 18 760507 / 254702              | |
| ja   | Datei hochladen · Wikidata zu Reformierte Kirche (Q29651106)         | Reformierte Kirche KGS-Nr.: 00482           | B    | G   | Kirchenstrasse 3 761210 / 254338       | Reformierte Kirche, 1687–88. Sehr schöne Holzkanzel, datiert 1688. Taufstein und Empore ebenfalls aus der Bauzeit Blaue und gestirnte Felderdecke, sogenannte Himmlete, als einzige im Kanton noch erhalten, datiert 1706. Gesamtrenovation 1953–54 von Emil Hunziker und 1986 von Rosmarie Nüesch. |
| ja   | Datei hochladen · Wikidata zu Bauernhaus (Q29651090)                 | Bauernhaus KGS-Nr.: 11401                   | B    | G   | Litenstrasse 12 761192 / 254204        | |
| ja   | Datei hochladen · Wikidata zu Bauernhaus (Q29651095)                 | Bauernhaus KGS-Nr.: 11403                   | B    | G   | Gern 7 760346 / 254304                 | |
| ja   | Datei hochladen · Wikidata zu Bauernhaus (Q29651099)                 | Bauernhaus KGS-Nr.: 11404                   | B    | G   | Hirschberg 8 759707 / 255185           | |
| ja   | Datei hochladen · Wikidata zu Bauernhaus (Q29651101)                 | Bauernhaus KGS-Nr.: 11405                   | B    | G   | Schwellmühlestrasse 55 760404 / 254048 | |
| ja   | Datei hochladen · Wikidata zu Bauernhaus (Q29651092)                 | Bauernhaus KGS-Nr.: 11406                   | B    | G   | Rickenbach 4 759824 / 254728           | |
| BW   | Datei hochladen · Wikidata zu Bauernhaus (Q29651072)                 | Bauernhaus KGS-Nr.: 11407                   | B    | G   | Säge 7 759999 / 254352                 | |
| BW   | Datei hochladen · Wikidata zu Bauernhaus (Q29651077)                 | Bauernhaus KGS-Nr.: 11409                   | B    | G   | Schwendi 8 760957 / 254939             | |
| ja   | Datei hochladen · Wikidata zu Ehemaliges Restaurant Rose (Q29651104) | Ehemaliges Restaurant «Rose» KGS-Nr.: 11410 | B    | G   | Steingocht 7 761468 / 253871           | |
| BW   | Datei hochladen · Wikidata zu Bauernhaus (Q29651088)                 | Bauernhaus KGS-Nr.: 14881                   | B    | G   | Oberer Rickenbach 3 759785 / 254600    | |
| ja   | Datei hochladen · Wikidata zu Bauernhaus (Q29651083)                 | Bauernhaus KGS-Nr.: 14882                   | B    | G   | Rohnen 39 760488 / 254746              | |
| ja   | Datei hochladen · Wikidata zu Bauernhaus (Q29651085)                 | Bauernhaus KGS-Nr.: 14883                   | B    | G   | Rohnen 41 760503 / 254784              | |
| ja   | Datei hochladen · Wikidata zu Bauernhaus (Q29651080)                 | Bauernhaus KGS-Nr.: 14884                   | B    | G   | Schwendi 6 760931 / 254934             | |

## Übrige Baudenkmäler
| ID  | Foto |                 | Objekt      | Typ | Standort                              | Beschreibung |
| --- | ---- | --------------- | ----------- | --- | ------------------------------------- | ------------ |
| 4   | BW   | Datei hochladen | Haus        | G   | Kirchenstrasse 14, 16 761148 / 254368 |              |
| 5   | BW   | Datei hochladen | Haus        | G   | Kirchenstrasse 6 761252 / 254375      |              |
| 7   | BW   | Datei hochladen | Haus        | G   | Kirchenstrasse 18, 20 761168 / 254349 |              |
| 10  | BW   | Datei hochladen | Haus        | G   | Kirchenstrasse 26 761109 / 254331     |              |
| 11  | BW   | Datei hochladen | Haus        | G   | Dorf 4 761338 / 254351                |              |
| 38  | BW   | Datei hochladen | Häuserzeile | G   | Kirchenstrasse 5 761176 / 254312      |              |
| 39  | BW   | Datei hochladen | Häuserzeile | G   | Kirchenstrasse 7 761170 / 254313      |              |
| 40  | BW   | Datei hochladen | Häuserzeile | G   | Kirchenstrasse 9 761165 / 254311      |              |
| 47  | BW   | Datei hochladen | Haus        | G   | Dorf 32, 34 761048 / 254334           |              |
| 108 | BW   | Datei hochladen | Haus        | G   | Rohnen 14 760407 / 254697             |              |
| 171 | BW   | Datei hochladen | Haus        | G   | Schachen 4 760010 / 254939            |              |

Legende: Siehe Legende der Liste der Kulturgüter von nationaler und regionaler Bedeutung. Anstelle der KGS-Nummer wird als Objekt-Identifikator (ID) die Gebäudenummer der kantonalen Denkmalpflege angegeben.